# Huacchis (distrito)
Huacchis é um distrito peruano localizado na Província de Huari, departamento Ancash. Sua capital é a cidade de Huacchis.

## Transporte
O distrito de Huacchis não é servido pelo sistema de estradas terrestres do Peru.